# Colt Police Positive
Colt Police Positive — американский шестизарядный револьвер двойного действия, распространённый в качестве служебного и гражданского оружия. Производился оружейной компанией Colt’s Manufacturing Company, использовался сотрудниками правоохранительных органов США.
Револьвер выпускался с 1907 до 1947 года, его небольшая рамка, получившая в 1950-е годы буквенный индекс «D», послужила основой для многих моделей револьверов Colt.

## История разработки
Colt Police Positive появился в 1907 году как усовершенствованная версия более раннего револьвера Colt New Police, и отличался от него в первую очередь новой конструкцией автоматического предохранителя, получившей название Positive Lock. Этот предохранитель, со временем ставший стандартным для всех револьверов Colt, обеспечивал невозможность выстрела при не нажатом спусковом крючке, например из-за падения револьвера или удара по нему. Название этого механизма, присоединённое к названию исходной модели, и послужило основой для нового имени, Colt Police Positive.
Новое оружие стало популярным у полицейских управлений, которым требовался небольшой и лёгкий, но как правило с длинным стволом, револьвер для ношения с формой. Длина барабана позволяла предложить только варианты под относительно короткие патроны, в том числе .32 Colt New Police, .32 Long, 32-20 Winchester, .38 Colt New Police (принятое фирмой Colt обозначение калибра .38 S&W). Кроме этого, выпускались тренировочные револьверы калибра .22 LR. Предлагались варианты со стволами длиной 2,5, 4, 5 и 6 дюймов.

### Первое поколение

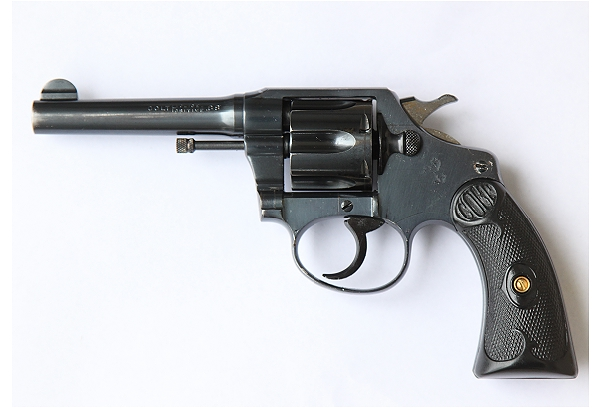
Colt Police Positive первого поколения, калибра .38 S&W, выпущенный в 1925 году

Первое поколение выпускалось в 1907—1927 годах. До 1923 года на револьверы устанавливались накладки рукоятки из эбонита (твёрдая резина, английский термин Hard rubber) с логотипом Colt, после деревянные ореховые накладки с серебряными медальонами, на которых изображалась эмблема Colt.

### Второе поколение
Второе поколение, появившееся в 1928 году, отличалось усиленной конструкцией рамки, немного большим расстоянием между спусковой скобой и рукояткой, и защищающей от бликов насечкой на верхней поверхности рамки. Производство продолжалось до 1947 года.

## Особенности револьвера

### Калибр и варианты отделки
Револьвер предлагался в калибрах .32 Colt New Police, .32 Long, .32-20 Winchester, .38 Colt New Police, .22 WRF, .22 LR и со стволами длиной 2,5, 4, 5 и 6 дюймов. Отделка — воронёная полированная сталь или яркий никель.

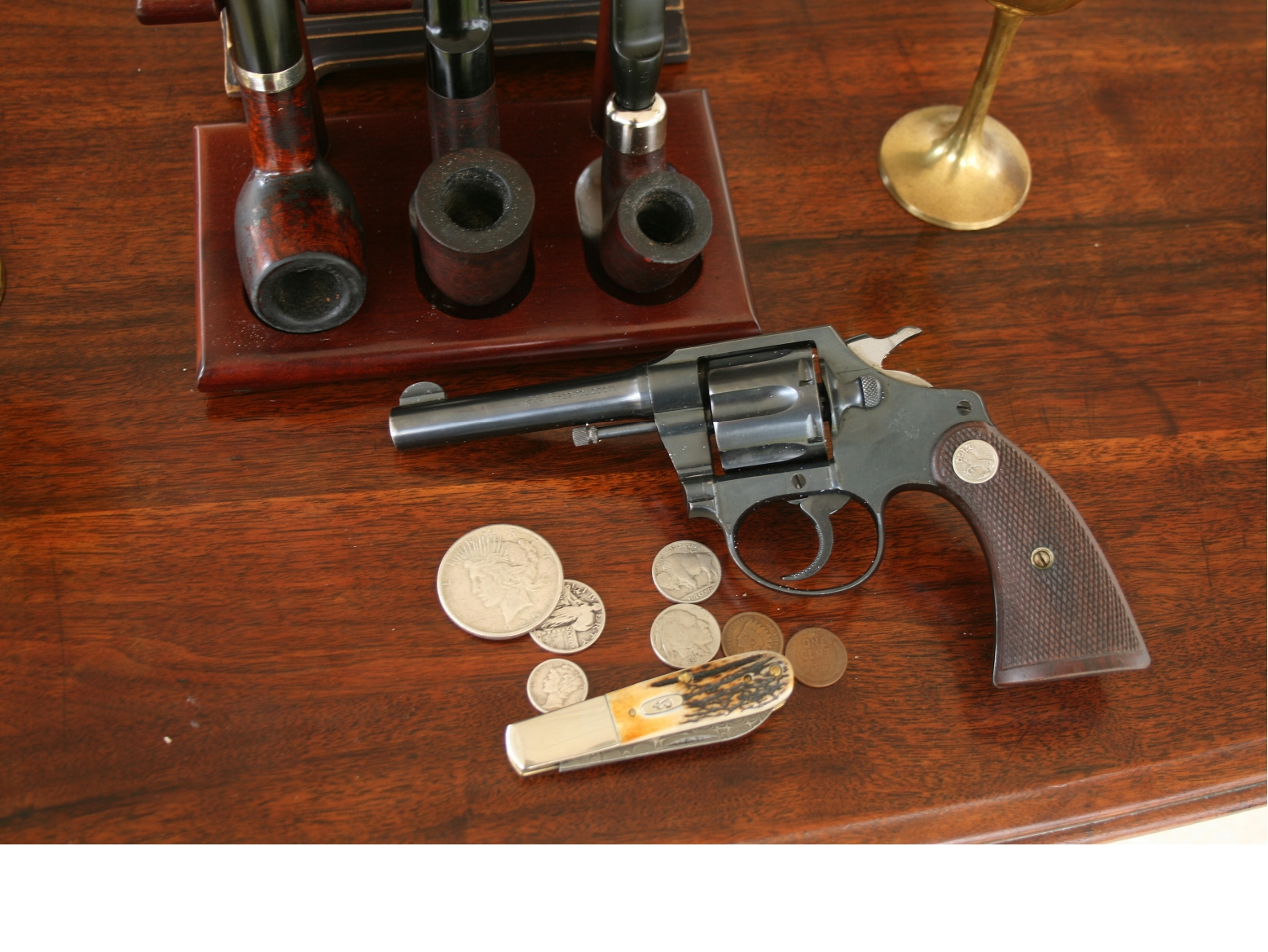
Colt Police Positive второго поколения, калибра .32SW Long (.32 Colt New Police), выпущенный в 1938 году.

## Варианты

### Colt Police Positive Target model первого поколения, модель «G»
Целевая версия револьвера, имела плоскую (без канавки целика) верхнюю поверхность рамки, регулируемую мушку и целик. Накладки рукоятки из бакелита до 1923 года и из ореха позже, производилась одновременно с базовой моделью в 1907—1927 годах.

### Colt Police Positive Target model второго поколения, модель «C»
Целевая версия револьвера, получившая усовершенствования, характерные для второго поколения, то есть усиленную рамку и увеличенное расстояние между спусковой скобой и рукоятью, накладки рукоятки из ореха. Производилась одновременно с базовой моделью в 1928—1947 годах.

### Colt Bankers Special
Вариант с укороченным до двух дюймов стволом. Предлагался с 1926 до 1940 года. Калибры .22 LR и .38 Colt New Police. Рукоятка до 1933 года не отличалась от стандартной, потом получила скруглённые углы. Эта модель была альтернативой популярному Colt Detective Special, отличавшемуся более длинной рамкой.

### Colt Police Positive Special
Вариант с удлинённой рамкой и барабаном, позволявшими использовать длинные патроны калибра .38 Special. Выпускался с 1907 до 1995 года. Стал основой для многих модификаций. С 1976 года, слово Special в названии на стволе не писалось, только в обозначении калибра, тем не менее, поздние варианты обычно тоже называют Police Positive Special, с целью избежать путаницы.